# Daniel Purcell
Daniel Purcell [ˈdænjəl ˈpɜːsl̩] (* um 1664; † 1717 (begraben 26. November) in London) war ein englischer Komponist.

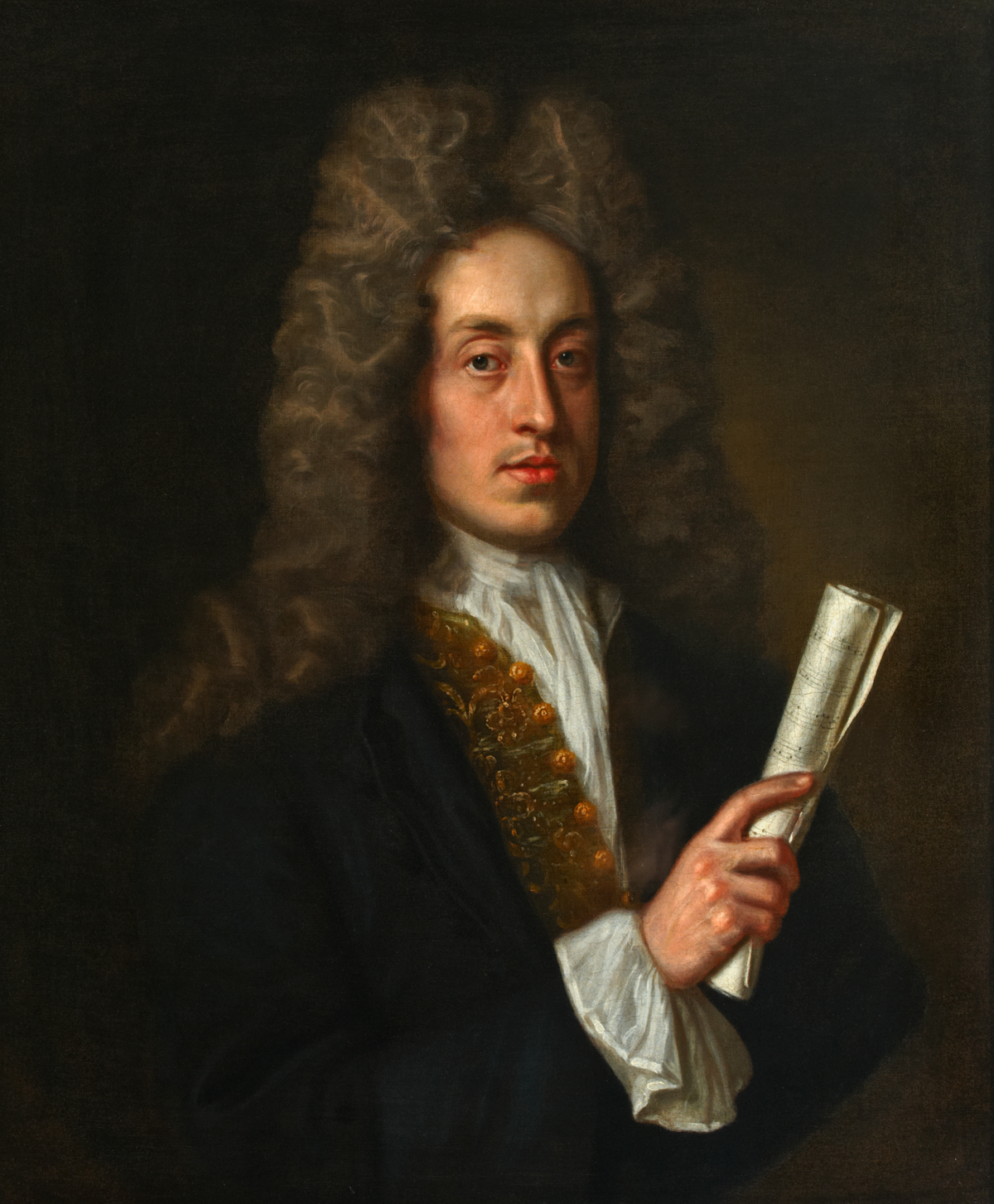
Daniel Purcell

## Leben
Daniel Purcell war der jüngere Bruder oder Cousin von Henry Purcell. Er wird 1679 als Chorsänger der Chapel Royal erwähnt. In seiner Zeit als Organist am Magdalen College an der Universität Oxford von 1688 bis 1695 komponierte er Anthems und eine Ode für den Cäcilientag. Er schrieb zahlreiche Lieder und steuerte Musik für die abschließende Masque der Semi-Oper seines Bruders The Indian Queen bei. Zwischen 1696 und 1707 schrieb er Schauspielmusik zu mehr als 40 Bühnenwerken, unter anderem von John Dryden, Thomas d’Urfey, Colley Cibber und Pierre Motteux. Im Jahr 1700 erhielt er den dritten Preis in einem Wettbewerb für die Vertonung von William Congreves Masque The Judgment of Paris (Das Urteil des Paris). 1713 wurde Purcell Organist an der Kirche St Andrew, Holborn, London.
Zu seinen weiteren Kompositionen zählen 11 Solohymnen, sechs Kantaten, höfische Oden und einige Instrumentalwerke.

## Werke
Schauspielmusik:
- 1695: (Masque zum Abschluss von The Indian Queen von Henry Purcell) (gedr. 1696)
- 1699: The Island Princess (Pierre Motteux), zusammen mit Richard Leveridge und Jeremiah Clarke
- 1701: The Rival Queens (Nathaniel Lee), zusammen mit Gottfried Finger

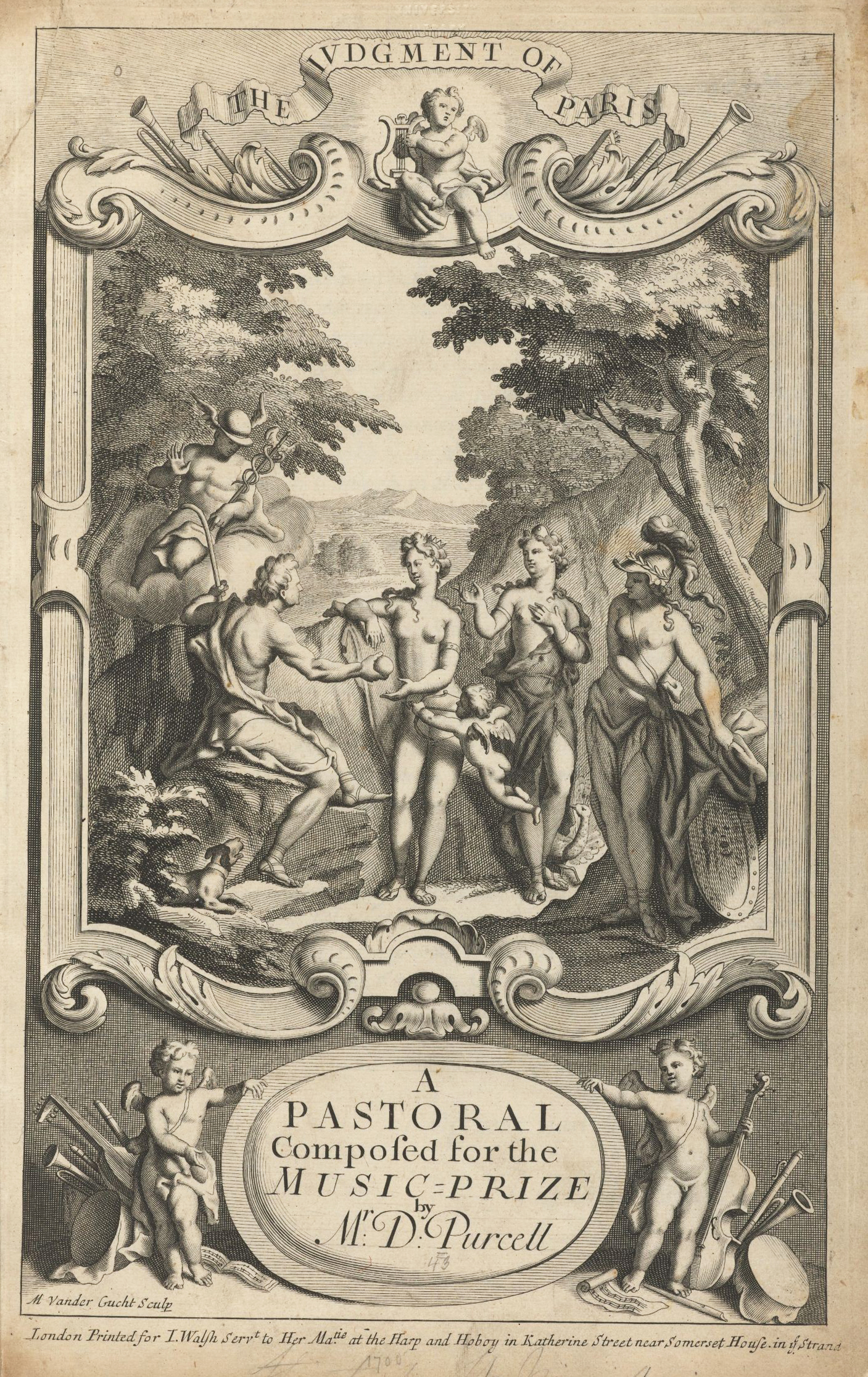
The Judgment of Paris

- 1701: Masque The Judgement of Paris (William Congreve)
- Musik zu insgesamt ca. 40 Bühnenstücken

Oden:
- 1693: Ode for St. Cecilia's Day: Begin and strike the harmonious lyre (Thomas Yalden) (siehe Cäcilienode)
- 1697: Welcome Song for William III: The loud-tongu'd war
- 1698: Ode for St. Cecilia's Day: Begin the noble song (Samuel Wesley)
- 1698: Birthday Ode for Princess Anne: Welcome, welcome, glorious day
- 1700: Birthday Ode for Princess Anne: Again the welcome morn we sing
- 1706: Shepherds, tune your pipes
- 2 Oden verloren

Geistliche Werke:
- Magnificat & Nunc dimittis in E minor

Instrumentalmusik:
- 1698: Six Sonatas or Solos f. Flöte/Violine und Basso continuo
- Werke für Cembalo